# Volare - My favorite italian songs
Volare - My favorite italian songs è un album di Al Bano Carrisi dedicato a Domenico Modugno che contiene cover di celebri canzoni italiane prese dal repertorio di Domenico Modugno, Adriano Celentano, Tony Renis, Mia Martini ed altri.  Per le vendite del CD Al Bano è stato premiato in Austria (prima posizione per 6 settimane) con un disco d`oro e uno di platino nel 1999.

## Tracce
1. Volare (Domenico Modugno, Franco Migliacci)
2. Capri Fischer (Gerhard Winkler, Vito Pallavicini)
3. Piccola e Fragile (Luigi Albertelli, Enrico Riccardi)
4. Il ragazzo della via Gluck (Adriano Celentano, Detto Mariano, Luciano Beretta, Michele Del Prete)
5. Per chi (Pete Ham, Tom Evans, Daniele Pace)
6. Piove (Ciao, ciao bambina) (Domenico Modugno, Dino Verde)
7. Il mondo (Carlo Pes, Enrico Sbriccoli, Gianni Meccia)
8. Quando m`innamoro (Daniele Pace, Roberto Livraghi, Mario Panzeri)
9. Non ti scordar di me (Ernesto De Curtis, Domenico Furnò)
10. Minuetto (Franco Califano, Dario Baldan Bembo)
11. 'O surdato 'nnammurato (Enrico Cannio, Aniello Califano)
12. Quando quando quando (Tony Renis, Alberto Testa)
13. Azzurro (Michele Virano, Paolo Conte, Vito Pallavicini)

## Formazione
- Al Bano - voce
- Simone Sello, Danilo Minotti - chitarra
- Victor Bach - tastiera
- Carlo Giardina - programmazione
- Federico Capranica - tastiera, programmazione
- Elio Rivagli, Lele Melotti - batteria
- Paolo Costa - basso
- Fabio Treves - armonica a bocca
- Gisella Cozzo, Cinzia Corrado, Paola Lopopolo - cori

## Classifiche
| Classifica | Posizione |
| ---------- | --------- |
| Austria    | 1         |